# Дешин Шегпа
Петият Кармапа Дешин Шегпа (1384 – 1415) е роден в семейството на йогина Гуру Ринчен и съпругата му Ламо Кий. Казва се, че веднага след раждането си казал: „Покланям се на всички Буди. Аз съм Карма Пакши. Ом Мани Пеме Хунг.“, а на петгодишна възраст само с ръце излекувал счупените ребра на пострадал йогин. Още тогава започва да получава важните посвещения на линията – Шестте Йоги на Наропа и Махамудра. Следт това продължава с формалното си обучение и на деветнадесет веече дава пълните монашески обети. Кармапа започва интензивна активност, както в Дхарма, така и в светски аспект, която веднага показва действеното му съчувствие. Използва духовното си влияние и в райони с размирици и раздор установява разбирателство и обединение, създава защитен резерв за гладуващи диви животни и премахва пътни такси. През 1409 Дешин Шегпа е посрещнат в двора на китайския император от династия Мин на име Юнг Ло. След подобаващата за императорско посрещане пищност, съчетана с искрена дълбока отдаденост Кармапа започва дълга серия от посвещения в най-важните Буда аспекти на линията. В тази възвишена атмосфера хората стават свидетели на различни необичайни явления и императорът нарежда тези чудеса да бъдат старателно описани и преведени на различни езици за да вдъхновяват хората. Поради отдадеността си императорът вижда над главата на своя лама черно енергийно поле с петоъгълна форма и поръчва изработката на негово материално копие като черна корона украсена със злато и скъпоценности и му я подарява. Оттогава датира церемонията, с която всички Кармапи споделят просветленото съчувствие на Авалокитешвара което черната корона изразява. Кармапа Дешин Шегпа умира на тридесет и една години от едра шарка. Негови основни ученици са Трунг Масе Тогден, императорът Юнг Ло, Шамар Чьопел Йеше, както и Чен-Нга Дондруб Гялпо и Миняк Токден от Дригунг Кагю.